# Microtome nubilata
Microtome nubilata là một loài bướm đêm trong họ Geometridae.